# De Meulemeester (familie)
De Meulemeester was een familie die in de negentiende en twintigste eeuw in Brugge actief was, voornamelijk in het bierbrouwen.

## Geschiedenis

### Eerste generaties
Antoine De Meulemeester was afkomstig uit Beernem en had zich eerst op de graanhandel toegelegd. In 1817 kocht hij van Bruno De Witte de brouwerij De Arend, die sinds minstens 1553 bestond en gevestigd was in de Carmersstraat in Brugge. Hij en zijn zoon Jacques gaven uitbreiding aan de zaak.
De volgende generaties gaven aan de brouwerij, ondertussen aangevuld met een mouterij, stelselmatig uitbreiding. In 1906 stichtte Leon De Meulemeester met drie van zijn kinderen (Victor, Alphonse en Alice) de vennootschap 'Leon De Meulemeester en kinderen'. Na hem was Alphonse De Meulemeester de enige actieve vennoot. Na de Eerste Wereldoorlog was de brouwerij een van de voorname werkverschaffers in Brugge, met circa 200 werknemers.

### Organisatie en fusies
Toen Alphonse, net als zijn broer Victor, in 1927 overleed, werd door schoonzoon Louis Mahieu, vicegouverneur van de Nationale Maatschappij voor Krediet aan de Nijverheid, initiatief genomen en werd een naamloze vennootschap opgericht, die meteen een fusie tot stand bracht met de brouwerij Belgica in Gent. De Brouwerij Aigle-Belgica werd voortaan door professionele directeurs geleid, terwijl familieleden zich beperkten tot een controlerende functie, als leden van de raad van bestuur of van het college van commissarissen. De brouwerij groeide tot de belangrijkste in Brugge en de ruime omgeving. Talrijke 'verplichte' cafés zorgden voor een verzekerde afzet.
In 1978 werd de vennootschap Aigle Belgica overgenomen door de nog veel grotere Brouwerij Piedboeuf uit Luik. De Jupilerpils verving de Aiglepils. In 1988 ontstond de grote fusie Piedboeuf - Brouwerij Artois uit Leuven, die de naam Interbrew kreeg. In 2004 kwam InBev tot stand als gevolg van de fusie Interbrew met de Companhia de Bebidas das Americas (AmBev). In 2008 groeide de multinational tot de grootste brouwer ter wereld door te fusioneren met de Amerikaanse brouwers Anheuser-Busch. De groep heette voortaan Anheuser-Busch InBev.

### Patriotten
Onder de telgen van de naoorlogse generatie bevonden zich de zoon van Victor, de oorlogspiloot en schilder André De Meulemeester en de kinderen van Alphonse die meest allen Brugge verlieten en andere wegen opgingen. Twee dochters behoorden tot de pioniers van de scoutsbeweging in België. Door hun Engelstalige opvoeding waren de zes broers en zussen bijzonder anglofiel en gingen ze in het actieve of passieve Verzet tijdens de Tweede Wereldoorlog.
Madeleine en Marcelle De Meulemeester maakten zich verdienstelijk door het verlenen van onderdak aan Joodse kinderen, in hun woning in Bosvoorde. Hetzelfde werd gedaan in Sint-Kruis Brugge door hun broers. Bijna zestig jaar later nam een van de ondergedoken kinderen weer contact met hen op. Werden opgenomen op de lijst van de 'Rechtvaardigen onder de volkeren' van Yad Vashem: Madeleine & Marcelle De Meulemeester (in 1999), Charles De Meulemeester, Georges & Betty De Meulemeester, John & Josane De Meulemeester (in 2001).

## Genealogie
- Antoine De Meulemeester (Beernem, 28 juni 1776 - Brugge, 6 maart 1849) was een zoon van de molenaar Charles De Meulemeester (Beernem, 10 oktober 1748 - Sint-Laureins, 26 juli 1819) en Maria Anne Strubbe (Snellegem, 19 september 1752 - Kaprijke, 10 oktober 1828 . Hij trouwde (1) op 22 november 1802 met Coleta De Sloovere (Brugge, 15 december 1768 - 17 augustus 1839). Op 17 januari 1844 trouwde hij (2) met Maria Rommel (Brugge, 30 oktober 1807 - 3 mei 1854). Hij was graanhandelaar en kocht begin van de negentiende eeuw (waarschijnlijk bij de openbare verkoping op 22 november 1817) de brouwerij De Arend in de Carmersstraat.
  - Coleta De Meulemeester (Brugge, 8 september 1803 - 7 april 1847)
  - Rosalie (Brugge, 3 juni 1806 - 5 maart 1902). Zij trouwde met Alexander Valcke (Oostende, 13 februari 1802 - Brugge, 20 november 1871). Ze stichtten de brouwerij De  Valk in de Katelijnestraat.
  - Jacques François De Meulemeester (Brugge, 1 december 1804 - 3 juni 1881). Hij trouwde met Johanna Marlier (Brugge, 13 december 1803 - 30 juni 1878) volgde zijn vader op aan het hoofd van De Arend. Hij was kerkmeester op de Sint-Annaparochie.
    - Adolphe De Meulemeester (Brugge, 31 januari 1836 -). Hij trouwde (Neurenberg Duitsland, 5 mei 1858) met Ida Caroline Henriette Stellmacher (Kronach Beieren).
      - Maria Victoria De Meulemeester (Aalst, 17 mei 1864 - Assebroek, 19 augustus 1939). Zij trouwde Brugge, 13 september 1898 met Jacobus Wante (Assebroek 10 oktober 1866 - Brussel 16 juni 1920). Jacobus Wante nam de brouwerij en mouterij Le Caducée over van zijn vader gelegen langs de Steenbrugse Wandeling (later Baron Ruzettelaan). De brouwerij Wante bleef in bedrijf tot in de jaren 1950. De blauwe bestelkarren, getrokken door twee kleine paarden, waren een vertrouwd beeld in het Brugse.

    - Emile De Meulemeester (Brugge, 15 juni 1837- 18 februari 1838).
    - Emile De Meulemeester (Brugge 13 februari 1839-), richtte in 1861 een brouwerij op in Aalst. Hij trouwde met Sylvia Sophia Cornelia Van Santen.
    - Jules De Meulemeester (Brugge, 3 augustus 1840 - Geel, 7 maart 1880).
    - Leon Antoine Marie De Meulemeester (Brugge, 17 december 1841 - 12 februari 1922). Hij trouwde met Virginie Verstraete (23 augustus 1839 - 2 juli 1885). In 1906 stichtte hij, samen met drie van zijn vier kinderen, Alice, Victor en Alphonse, de vennootschap onder gemeenschappelijke naam Leon De Meulemeester en kinderen.[1]
      - Alice De Meulemeester (Brugge, 15 maart 1865 - 1943)[2]. Zij trouwde met Louis Mahieu (23 maart 1871 - 15 oktober 1949), advocaat in Brussel, medestichter en ondervoorzitter van de Nationale Maatschappij voor Krediet aan de Nijverheid (NMKN).
      - Victor De Meulemeester (Brugge, 23 oktober 1866 - De Haan, 23 augustus 1927). Hij trouwde met Marie Watremez. Hij werd senator voor de Belgische Werkliedenpartij (BWP).
        - Rose De Meulemeester (1891). Zij trouwde met ingenieur Auguste Lambiotte. Hij was bestuurder bij Aigle Belgica.
        - Jacques De Meulemeester (Brugge, 12 juli 1893 - Etampes, 5 december 1917), begon zijn universitaire studies aan de ULB in 1912, overleed aan ziekte tijdens zijn opleiding tot piloot.
        - André De Meulemeester (1894-1973). Hij trouwde met Cécile Graux. Hij was voorzitter van de raad van bestuur van nv Aigle Belgica. Tijdens de Eerste Wereldoorlog werd hij een bekende gevechtspiloot.
          - Michel De Meulemeester (Brugge, 1 mei 1926), uitgeweken naar Canada, ongehuwd, boeddhist, biotuinier.
          - Marie-Anne De Meulemeester (Brugge, 23 januari 1928). Zij trouwde met architect Axel Ghyssaert.

      - Leon De Meulemeester (Brugge, 16 juli 1871 - Elsene, 17 maart 1933) verliet Brugge maar bedacht zijn geboortestad in zijn nalatenschap. Door de som die hij schonk aan de Burgerlijke godshuizen (nu OCMW) kon het vroegere 'fort' Wevershof in het Zonnekemeers worden gesaneerd en in de reeks van Brugse godshuizen plaatsnemen.[3].
      - Alphonse De Meulemeester (Brugge, 1 mei 1876 - Knokke, 20 augustus 1927) x Marie-Jeanne Bruylant. Hij was voorzitter van Club Brugge (1903-1914), rechter bij de rechtbank van koophandel en armenmeester op de Sint-Annaparochie. 
        - Madeleine De Meulemeester (Brugge, 8 januari 1904 - Bosvoorde, 3 september 1996), scoutsleidster.
        - Jean (of John) De Meulemeester (Brugge, 1905 - 14 juni 1969). Hij trouwde met tenniskampioene Josane Sigart (1909-1999), finaliste op Wimbledon in 1931 en 1932. Hij was bestuurder bij Aigle Belgica.[4]
          - Guy De Meulemeester (1934). Hij trouwde met Françoise Heyse (1938).
          - Claudine De Meulemeester (1937). Zij trouwde met André Jamar (1931). Hij speelde in de Davies Cup voor België in 1958, was in de periode 1985-2010 vaak Belgisch kampioen in zijn leeftijdscategorie.
          - Evelyne De Meulemeester (1943). Zij trouwde met René Mistral.
          - Brigitte De Meulemeester (1949). Zij trouwde met Serge Janssens de Varebeke.

        - Charles De Meulemeester, vrijgezel (-1956)
        - Pierre De Meulemeester. Hij was commissaris bij de nv Aigle Belgica.
        - Marcelle De Meulemeester (Brugge, 28 juni 1911 - Brussel, 23 december 2012), scoutsleidster.
        - Georges De Meulemeester x Elisabeth Storms. Hij was bestuurder bij Aigle Belgica.
          - Anne-Marie De Meulemeester x Alain Soenens.
          - Véronique de Meulemeester x Didier Nemerlin, heraldisch tekenaar.
          - Bernard de Meulemeester  x Emmanuèle Gillet.
          - Isabel de Meulemeester x Marc Cossée de Semeries.
          - Daphne de Meulemeester x Thierry de Roovere.
          - Patrick de Meulemeester x Yolande Dallemagne.

  - Antoine Napoleon De Meulemeester (15 augustus 1807 - 17 november 1875). Hij trouwde met Rosalie De Brabander (Tielt, 24 augustus 1814 - Brugge, 24 maart 1887). In 1849 richtte hij de Brouwerij De Roos op in Rozendal. Hij was rechter bij de rechtbank van koophandel en armenmeester op de Sint-Jacobsparochie.
    - Clémence De Meulemeester (Brugge, 25 augustus 1833 - 11 december 1897).
    - Hortense De Meulemeester (Brugge, 16 augustus 1835 - 2 mei 1922). Zij trouwde met Joseph Floor (Veurne, 7 mei 1833 - Sint-Andries, 8 september 1896), die de Brouwerij De Roos verder zetten.

  - Jeanne De Meulemeester (Brugge, 12 februari 1810 - 4 maart 1810).
  - Jeanne De Meulemeester (Brugge, 19 september 1812- Aalst 9 juni 1876). Zij trouwde met Petrus De Wolf (Aalst, 9 april 1812 - 14 februari 1866)

## Dagboek
Leon De Meulemeester hield tijdens de Eerste Wereldoorlog een uitgebreid dagboek bij, dat een levendig beeld weergeeft van Brugge onder de Duitse bezetting. Het werd als volgt gepubliceerd:
- Het oorlogsdagboek van brouwer Léon De Meulemeester (1915-1918), uit het Frans vertaald, ingeleid en van voetnota's voorzien door Andries VAN DEN ABEELE, in: Brugs Ommeland, Brugge:
  - Deel 1 - Inleiding en augustus-december 1915, 2013/1
  - Deel 2 - januari-juni 1916, 2013/2
  - Deel 3 - juli-december 1916, 2013/4
  - Deel 4 - januari-maart 1917, 2014/1
  - Deel 5 - april-mei 1917, 2014/2
  - Deel 6 - juni-juli 1917, 2014/3
  - Deel 7 - augustus-oktober 1917, 2014/3
  - Deel 8 - november-december 1917, 2014/4
  - Deel 9 - januari-juli 1918, 2015/1
  - Deel 10 - augustus-oktober 1918, 2015/2